# 28173 Hisakichi
28173 Hisakichi è un asteroide della fascia principale. Scoperto nel 1998, presenta un'orbita caratterizzata da un semiasse maggiore pari a 2,4645916 UA e da un'eccentricità di 0,1465185, inclinata di 3,09720° rispetto all'eclittica.